# Podilske, Camenița
Podilske (în ucraineană Подільське) este o comună în raionul Camenița, regiunea Hmelnîțkîi, Ucraina, formată numai din satul de reședință.

## Demografie
Componența lingvistică a comunei Podilske
     Ucraineană (96,98%)
     Română (2,66%)
     Alte limbi (0,36%)
Conform recensământului din 2001, majoritatea populației comunei Podilske era vorbitoare de ucraineană (96,98%), existând în minoritate și vorbitori de română (2,66%).